# Landwehrbäke
Die Landwehrbäke ist ein ca. 2,8 km langer Tieflandbach in den Gemeinden Emstek (Landkreis Cloppenburg) und Großenkneten (Landkreis Oldenburg) in Niedersachsen.
Die Landwehrbäke fließt von ihrer auf 45 m ü. NHN im äußersten Osten der Gemeinde Emstek gelegenen Quelle (im Waldstück Hackstedter Höhe, nördlich des Autobahndreiecks Ahlhorner Heide) aus zunächst in nördlicher Richtung, schwenkt dann auf Ost und unterquert die Bundesautobahn 1. Sie mündet nördlich der Kokenmühle auf einer Höhe von 31 m ü. NHN von links in den sandgeprägten Tieflandbach Aue, einen linken Nebenfluss der Hunte. Als geografische Besonderheit bezeichnet die Einmündung der Landwehrbäke in die Aue den Grenzpunkt zwischen den drei Landkreisen Oldenburg im Norden, Vechta im Südosten und Cloppenburg im Südwesten.
Der Mündungsbereich der Landwehrbäke ist der nordwestlichste Bereich des Naturschutzgebietes Bäken der Endeler und Holzhauser Heide.